# Sandro Chaves de Assis Rosa
Sandro Chaves de Assis Rosa (sinh ngày 19 tháng 5 năm 1973) là một cầu thủ bóng đá người Brasil.

## Sự nghiệp câu lạc bộ
Sandro Chaves de Assis Rosa đã từng chơi cho JEF United Ichihara, Honda, FC Tokyo và Oita Trinita.

## Thống kê câu lạc bộ

### J.League
| Đội                 | Năm       | J.League | J.League | J.League Cup | J.League Cup | Tổng cộng | Tổng cộng |
| Đội                 | Năm       | Trận     | Bàn      | Trận         | Bàn          | Trận      | Bàn       |
| ------------------- | --------- | -------- | -------- | ------------ | ------------ | --------- | --------- |
| JEF United Ichihara | 1992      | -        | -        | 8            | 0            | 8         | 0         |
| JEF United Ichihara | 1993      | 4        | 0        | 0            | 0            | 4         | 0         |
| JEF United Ichihara | 1994      | 12       | 1        | 0            | 0            | 12        | 1         |
| JEF United Ichihara | 1995      | 32       | 0        | -            | -            | 32        | 0         |
| JEF United Ichihara | 1996      | 24       | 2        | 13           | 1            | 37        | 3         |
| FC Tokyo            | 1999      | 36       | 3        | 7            | 1            | 43        | 4         |
| FC Tokyo            | 2000      | 29       | 0        | 2            | 0            | 31        | 0         |
| FC Tokyo            | 2001      | 29       | 0        | 4            | 0            | 33        | 0         |
| Oita Trinita        | 2002      | 37       | 4        | -            | -            | 37        | 4         |
| Oita Trinita        | 2003      | 27       | 2        | 3            | 0            | 30        | 2         |
| Oita Trinita        | 2004      | 25       | 1        | 2            | 0            | 27        | 1         |
| Tổng cộng           | Tổng cộng | 255      | 13       | 39           | 2            | 294       | 15        |